# Peder Lykkeberg
Peder Rudolph Lykkeberg (Skanderborg, Jutlàndia Central, 11 de febrer de 1878 – Copenhaguen, 23 de desembre de 1944) va ser un nedador danès que va competir a principis del segle xx. El 1900 va prendre part en els Jocs Olímpics de París, on va guanyar la medalla de bronze en la prova dels natació subaquàtica.